# Trigonoderus fortidens
Trigonoderus fortidens är en stekelart som beskrevs av Cameron 1909. Trigonoderus fortidens ingår i släktet Trigonoderus och familjen puppglanssteklar. Inga underarter finns listade i Catalogue of Life.